# Pomérols
Pomérols (okzitanisch: Pomeiròus) ist eine südfranzösische Gemeinde mit 2.255 Einwohnern (Stand: 1. Januar 2022) im Département Hérault in der Region Okzitanien. Die Gemeinde ist Teil des Arrondissements Béziers und des Kantons Pézenas. Die Einwohner werden Pomérolais genannt.

## Geografie
Pomérols liegt nahe der Mittelmeerlagune Étang de Thau etwa 23 Kilometer ostnordöstlich von Béziers. Umgeben wird Pomérols von den Nachbargemeinden Pinet im Norden, Mèze im Nordosten, Marseillan im Osten und Süden sowie Florensac im Westen Südwesten.
Durch die Gemeinde führt die Autoroute A9.

## Bevölkerungsentwicklung
| Jahr      | 1962 | 1968 | 1975 | 1982 | 1990 | 1999 | 2006 | 2017 |
| Einwohner | 1273 | 1195 | 1125 | 1180 | 1584 | 1696 | 1975 | 2293 |

## Sehenswürdigkeiten

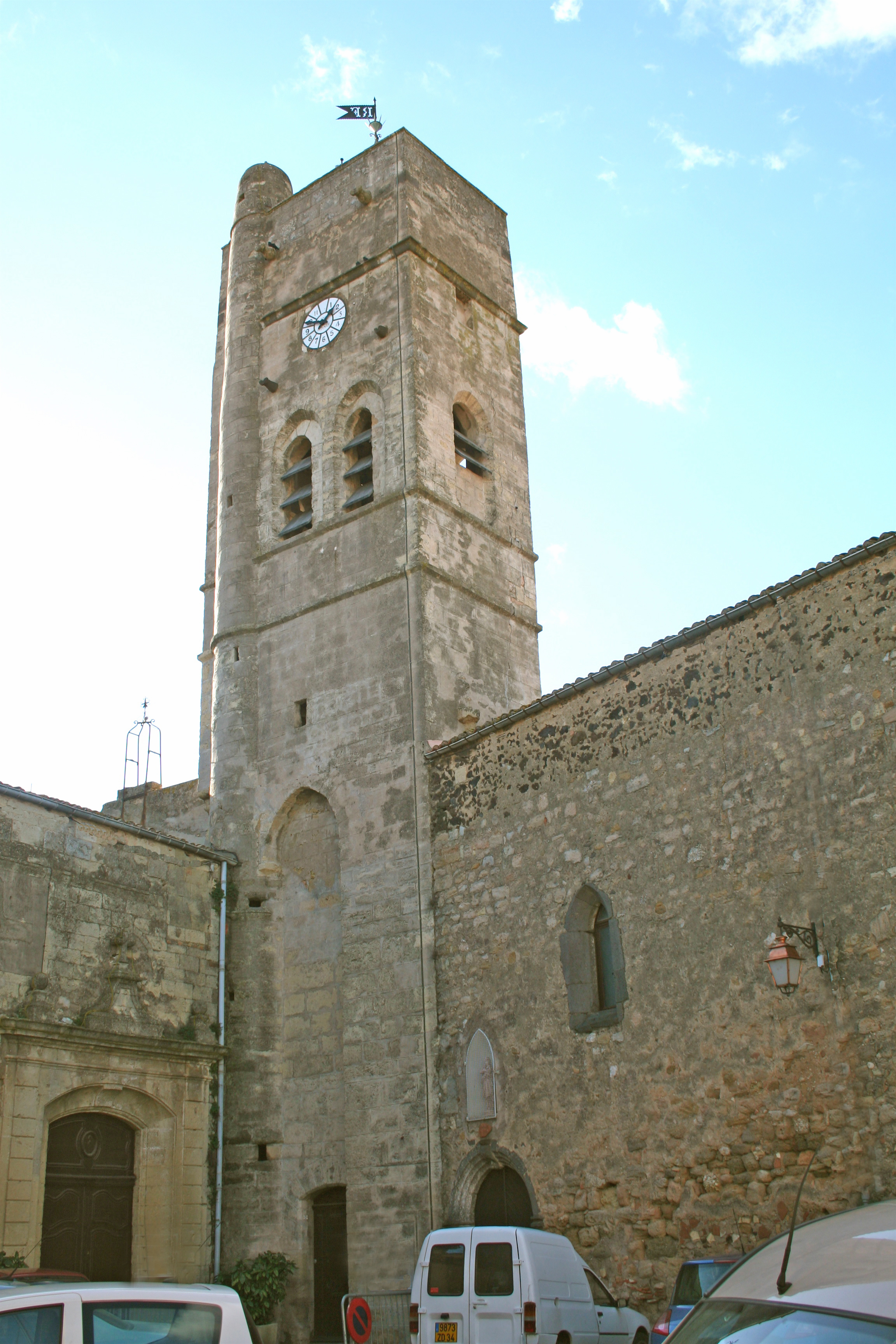
Kirche Saint-Cyr-Et-Sainte-Julitte

- Kirche Saint-Cyr-et-Sainte-Julitte aus dem 13. Jahrhundert, Monument historique

## Gemeindepartnerschaft
Mit der belgischen Gemeinde Aiseau-Presles im Hennegau (Wallonien) besteht eine Partnerschaft.